# Säva mosses naturreservat
Säva mosses naturreservat är ett naturreservat i Tierps kommun i Uppsala län.
Området är naturskyddat sedan 2009 och är 27 hektar stort. Reservatet består av en mosse med gammal barrblandskog omkring.